# Teixit adipós marró
El teixit adipós marró (TAM) és un dels dos tipus de teixit adipós que es coneixen (l'altre és el teixit adipós blanc (TAB)). El seu paper en l'organisme és ben diferent al del teixit adipós blanc. Si la funció del blanc és emmagatzemar triglicèrids com a reserva per subsistir en èpoques d'escassetat alimentària, la del marró és generar calor emprant com a combustible les seves reserves lipídiques. El teixit adipós marró és troba pràcticament en tots els euteris potser amb l'excepció dels suïns, essent especialment important en mamífers de mida petita i en nounats de moltes altres espècies de mamífer en el manteniment de la seva temperatura corporal. S'ha observat que la quantitat present en adults depèn molt directament del clima en el que visqui. Així un clima càlid propicia un menor desenvolupament d'aquest.

## Característiques morfològiques
La coloració marronosa, que dona nom al TAM, és deguda a la gran quantitat de capil·lars que conté el teixit per fer front els seus elevats requeriments en oxigen.
La cèl·lula adiposa (adipòcit) del teixit adipós marró presenta múltiples i petits vacúols a diferència de l'adipòcit blanc que conté un únic gran vacúol ocupant tot el seu citoplasma. L'adipòcit marró es caracteritza també per l'elevat nombre de mitocondris en el seu citosol, encarregats de la funció termogènica del teixit.

## Bioquímica
El mitocondri en la cèl·lula eucariota utilitza el gradient de protons generat per la cadena respiratòria (o cadena de transport d'electrons) per produir energia (en foma d'ATP). Aquest procés comporta l'emmagatzematge d'energia en forma de gradient electroquímic, fent sortir protons a través de la membrana mitocondrial interna. Aquesta energia és llavors utilitzada per a la síntesi d'ATP quan els protons retornen a la matriu mitocondrial travessant la membrana a favor de gradient a través de l'enzim ATP sintasa.
En animals endotèrmics, la temperatura corporal és mantinguda per mitjà de dos processos: la termogènesi per tremolor (per contracció muscular involuntària) i la termogènesi no associada a tremolor. El teixit adipós marró és l'encarregat d'aquest segon mecanisme de producció de calor pel qual està altament especialitzat. En aquest teixit els mitocondris permeten el pas de protons a favor de gradient sense generar-se ATP. Això té lloc gràcies a l'existència d'una ruta alternativa de retorn dels protons a través d'una proteïna desacoblant localitzada a la membrana mitocondrial interna. Aquesta proteïna, coneguda com a Termogenina o uncoupling protein 1 (UCP1), facilita el pas de protons cap a la matriu mitocondrial, desacoblant la fosforilació oxidativa (o síntesi d'ATP) de la cadena de transport d'electrons i dissipant l'energia del gradient electroquímic en forma de calor.
Actualment existeix una línia cel·lular, les cèl·lules HIB 1B derivades d'un hibernoma (o neoplàsia benigna de teixit adipós marró) de ratolí, que expressen la proteïna UCP1 i altres proteïnes claus d'aquest tipus cel·lular i serveixen com a model de recerca funcional d'aquest peculiar teixit.